# William E. Evans (Politiker)
William Elmer Evans (* 14. Dezember 1877 bei London, Laurel County, Kentucky; † 12. November 1959 in Los Angeles, Kalifornien) war ein US-amerikanischer Politiker. Zwischen 1927 und 1935 vertrat er den Bundesstaat Kalifornien im US-Repräsentantenhaus.

## Leben
William Evans besuchte die öffentlichen Schulen seiner Heimat sowie das Sue Bennett Memorial College. Nach einem anschließenden Jurastudium und seiner 1902 erfolgten Zulassung als Rechtsanwalt begann er in London in diesem Beruf zu arbeiten. Im Jahr 1910 verlegte er seinen Wohnsitz und seine Kanzlei nach Glendale in Kalifornien. Von 1911 bis 1921 war er juristischer Vertreter seiner neuen Heimatstadt. Außerdem stieg er in das Bankgewerbe ein. Gleichzeitig schlug er als Mitglied der Republikanischen Partei eine politische Laufbahn ein. Im Jahr 1924 war er Delegierter zur Republican National Convention in Cleveland, auf der Präsident Calvin Coolidge zur Wiederwahl nominiert wurde.
Bei den Kongresswahlen des Jahres 1926 wurde Evans im neunten Wahlbezirk von Kalifornien in das US-Repräsentantenhaus in Washington, D.C. gewählt, wo er am 4. März 1927 die Nachfolge von Walter F. Lineberger antrat. Nach drei Wiederwahlen konnte er bis zum 3. Januar 1935 vier Legislaturperioden im Kongress absolvieren. Seit 1933 vertrat er dort als Nachfolger von Phil Swing den elften Distrikt seines Staates. In seine Zeit als Kongressabgeordneter fiel die Weltwirtschaftskrise zu Beginn der 1930er Jahre. Seit 1933 wurden die ersten der New-Deal-Gesetze der Bundesregierung unter Präsident Franklin D. Roosevelt verabschiedet, denen Evans Partei aber eher ablehnend gegenüberstand.
Im Jahr 1934 wurde William Evans nicht bestätigt. Nach dem Ende seiner Zeit im US-Repräsentantenhaus praktizierte er wieder als Anwalt. Außerdem war er in der Immobilienbranche und als Rancher tätig. Er starb am 12. November 1959 in Los Angeles und wurde in Glendale beigesetzt.